# Agylla auraria
Agylla auraria är en fjärilsart som beskrevs av Paul Dognin 1892. Agylla auraria ingår i släktet Agylla och familjen björnspinnare. Inga underarter finns listade i Catalogue of Life.